# Domenico Lucano
Domenico «Mimmo» Lucano (n. 1958) es un político italiano, alcalde de Riace desde 2004.

## Biografía
Nació en Melito di Porto Salvo el 31 de mayo de 1958, pero no tardó en trasladarse a Riace (Calabria). Ha trabajado como docente, también se ha dedicado desde la década de 1990 al activismo por los derechos humanos. Se convirtió en el alcalde de Riace en 2004, siendo reelegido en 2009 y 2014.
Se ha significado por su formar de tratar a los refugiados; como alcalde, permitió asentarse a 450 refugiados entre los 1800 habitantes de la localidad, revitalizándola y evitando el cierre del colegio local.
Fue incluido por la revista Fortune como uno de los líderes más importantes del mundo en 2016; apareciendo en el número 40 del listado de la revista.
Fue detenido en octubre de 2018 acusado de favorecer la inmigración ilegal, y fue puesto bajo arresto domiciliario.